# Eoneureclipsis limax
Eoneureclipsis limax är en nattsländeart som beskrevs av Douglas E. Kimmins 1955. Eoneureclipsis limax ingår i släktet Eoneureclipsis och familjen fångstnätnattsländor. Inga underarter finns listade i Catalogue of Life.